# The Seeds (album)
The Seeds è il primo album dei The Seeds, pubblicato dalla GNP Crescendo Records nell'aprile del 1966.
I brani del disco furono registrati il 21 aprile, 20 luglio, 14 e 20 settembre, 7 dicembre 1965 e il 1 aprile 1966 al Western Recorders e nel gennaio del 1966 al Universal Audio Recorders di Hollywood, California (Stati Uniti).

## Tracce
Lato A
1. Can't Seem to Make You Mine – 2:56 (Sky Saxon)
2. No Escape – 2:08 (Jan Savage, Jimmy Lawrence, Sky Saxon)
3. Lose Your Mind – 2:11 (Sky Saxon)
4. Evil Hoodoo – 5:00 (Daryl Hooper, Sky Saxon)
5. Girl I Want You – 2:15 (Sky Saxon)
6. Pushin' Too Hard – 3:03 (Sky Saxon)

Durata totale: 17:33
Lato B
1. Try to Understand – 2:45 (The Seeds, Vinnie Fanelli)
2. Nobody Spoil My Fun – 3:50 (Sky Saxon)
3. It's a Hard Life – 2:38 (Sky Saxon)
4. You Can't Be Trusted – 2:05 (Sky Saxon)
5. Excuse, Excuse – 2:20 (Marcus Tybalt)
6. Fallin' in Love – 2:47 (Sky Saxon)

Durata totale: 16:25
Edizione CD del 1987, pubblicato dalla GNP Crescendo Records (GNPD 2023)
1. Can't Seem to Make You Mine – 3:01 (S. Saxon)
2. No Escape – 2:13 (S. Saxon, J. Savage, J. Lawrence)
3. Evil Hoodoo – 5:15 (S. Saxon, D. Hooper)
4. Girl I Want You – 2:22 (S. Saxon)
5. Pushin' Too Hard – 2:35 (S. Saxon)
6. Try to Understand – 2:51 (S. Saxon)
7. Nobody Spoil My Fun – 3:51 (S. Saxon)
8. It's a Hard Life – 2:37 (S. Saxon)
9. You Can't Be Trusted – 2:08 (S. Saxon)
10. Excuse, Excuse – 2:18 (S. Saxon)
11. Fallin' in Love – 2:45 (S. Saxon)
12. Mr. Farmer – 2:50 (S. Saxon) – Bonus Track
13. Pictures and Designs – 2:41 (S. Saxon, D. Hooper) – Bonus Track
14. Tripmaker – 2:44 (M. Tybalt, D. Hooper) – Bonus Track
15. I Tell Myself – 2:58 (M. Tybalt) – Bonus Track
16. A Faded Picture – 5:16 (S. Saxon, D. Hooper) – Bonus Track
17. Rollin' Machine – 2:29 (S. Saxon) – Bonus Track
18. Just Let Go – 4:17 (S. Saxon, D. Hooper, J. Savage) – Bonus Track
19. Up in Her Room – 14:27 (S. Saxon) – Bonus Track

Durata totale: 69:38
Edizione CD del 2012, pubblicato dalla Big Beat Records (CDWIKD 308)
1. Can't Seem to Make You Mine – 3:01 (S. Saxon)
2. No Escape – 2:12 (J. Savage, J. Lawrence, S. Saxon)
3. Lose Your Mind – 2:13 (S. Saxon)
4. Evil Hoodoo – 5:07 (D. Hooper, S. Saxon)
5. Girl I Want You – 2:23 (S. Saxon)
6. Pushin' Too Hard – 2:36 (S. Saxon)
7. Try to Understand – 2:47 (The Seeds, V. Fanelli)
8. Nobody Spoil My Fun – 3:51 (S. Saxon)
9. It's a Hard Life – 2:37 (S. Saxon)
10. You Can't Be Trusted – 2:02 (S. Saxon)
11. Excuse, Excuse – 2:17 (M. Tybalt)
12. Fallin' in Love – 2:45 (S. Saxon)
13. She's Wrong – 2:13 (S. Saxon) – Bonus Track
14. Daisy Mae – 2:20 (S. Saxon) – Bonus Track - Take 1
15. Dreaming of Your Love – 2:19 (S. Saxon) – Bonus Track
16. Out of the Question – 3:02 (S. Saxon, R. Serpent) – Bonus Track - Version 1, Take 1
17. Out of the Question – 2:23 (S. Saxon, R. Serpent) – Bonus Track - Version 1, Master
18. Pushin Too Hard – 3:15 (S. Saxon) – Bonus Track - Take 1
19. Girl I Want You – 2:22 (S. Saxon) – Bonus Track - Alternate Overdub
20. Evil Hoodoo – 15:59 (D. Hooper, S. Saxon) – Bonus Track - Unedited Take and Intercut Section
21. It's a Hard Life – 2:37 (S. Saxon) – Bonus Track - Take 3
22. Nobody Spoil My Fun – 3:50 (S. Saxon) – Bonus Track - Alternate Overdub Take 3a

Durata totale: 74:11

## Musicisti
- Sky Saxon - voce solista, basso, armonica
- Jan Savage - chitarra ritmica, chitarra a dodici corde
- Daryl Hooper - pianoforte, organo (melodica)
- Cooker - chitarra bottleneck
- Rick Andridge - batteria

Note aggiuntive
- The Seeds - arrangiamenti
- Sky Saxon e Marcus Tybalt - produttori
- Chuck Britz - ingegnere del suono
- Lanky Linsrot - ingegnere del suono
- Mike Durrough - ingegnere del suono
- Dave Hassinger - ingegnere del suono
- Rafael Valentin - ingegnere del suono
- Doc Siegel - re-missaggio
- Stan Ross - re-missaggio
- Mike Durrough - re-missaggio